# Eldorado Casino
Eldorado Casino – kasyno o powierzchni 1.500 m², działające w Henderson, w amerykańskim stanie Nevada. Stanowi własność korporacji Boyd Gaming Corporation.

## Historia
Istniejący już wtedy hotel, w 1962 roku wykupili Sam Boyd i Bill Boyd. Transakcja ta stała się bazą dla przedsięwzięcia, które później przekształciło się w Boyd Group, a następnie Boyd Gaming Corporation.
Eldorado w 2007 roku został poddany renowacji, wartej w sumie 700 tysięcy dolarów.